# Нумеров, Александр Дмитриевич
Александр Дмитриевич Нумеров (род. 22 августа 1952) — советский и российский орнитолог, профессор, доктор биологических наук, ведущий российский специалист по гнездовому паразитизму.

## Биография
Окончил в 1974 году Воронежский государственный университет. После окончания и до 1984 года работал научным сотрудником Окского биосферного заповедника. Там основным объектом изучения стала популяция обыкновенных кукушек, паразитирующих на белых трясогузках, гнездящихся по долине реки Пры.
В 1984—1986 годах был научным сотрудником отдела зоологии вирусологической и микробиологической лаборатории в Гвинейской республике. В Гвинее наряду с основными обязанностями продолжал научные исследования широкого спектра африканских гнездовых паразитов. После африканской командировки вернулся на работу в Окский заповедник. В 1988 году защитил диссертацию на соискание степени кандидата биологических наук.
С 1988 года работает в Воронежском университете. С 1991 по 2004 год — доцент кафедры зоологии позвоночных животных, позднее кафедры теоретической и медицинской зоологии Воронежского государственного университета.
В 2003 году защитил докторскую диссертацию на тему «Межвидовой и внутривидовой гнездовой паразитизм у птиц» по специальности «Экология» в МПГУ, Москва. В том же году опубликовал монографию по теме диссертации под тем же названием «Межвидовой и внутривидовой гнездовой паразитизм у птиц» (Воронеж, 2003. 516 с. ISBN 5-89981-303-03 (ошибоч.)) беспрецедентную для российской науки по широте таксономического охвата явления гнездового паразитизма и глубине проработки проблемы. Библиография, использованная в книге, содержит 1398 публикаций.
С 2004 года — профессор кафедры теоретической и медицинской зоологии, с 2008 года — кафедры зоологии и паразитологии.

### Научная и педагогическая деятельность
Автор более 200 публикаций, в том числе 18 учебных пособий и 9 монографий, среди них наибольшей известностью пользуется сводка по гнездовому паразитизму. Подготовил трёх кандидатов наук (Е. В. Ветров, Н. В. Вышегородских, М. В. Дидорчук).
Член Бюро Союза охраны птиц России (в 2001—2005 годах вице-президент). Член Центрального Совета и председатель Центрально-Чернозёмного отделения Мензбировского орнитологического общества РАН.

## Награды
- Бронзовая медаль ВДНХ (№ 8023) за научную и практическую природоохранную работу (Постанов. от 20/IV-83 г., № 210-Н), 1983 г.
- Соросовский доцент, 1998, 1999 и 2000 гг.
- Нагрудный знак «За заслуги в заповедном деле». Приказ Министерства природных ресурсов и экологии РФ от 25.05.2012 г., № 344-ле.
- Нагрудный знак «За заслуги перед Воронежским государственным университетом». 26.10.2012 г. № 9.

## Научные труды
Диссертации
- Нумеров А. Д. Популяционная экология обыкновенного скворца, мухоловки-пеструшки и большой синицы Окского заповедника: автореф. дис. … канд. биол. наук. — Москва, 1988. — 24 с.
- Нумеров А. Д. Межвидовой и внутривидовой гнездовой паразитизм у птиц : диссертация … доктора биологических наук : 03.00.16. Архивная копия от 12 февраля 2018 на Wayback Machine — Воронеж, 2003. — 454 с. (Автореферат) Архивная копия от 23 декабря 2018 на Wayback Machine

Книги
- Нумеров А. Д. Межвидовой и внутривидовой гнездовой паразитизм у птиц / Воронежский государственный университет. — Воронеж, 2003. — 520 с.